# Rajd Portugalii 2000
Rezultaty Rajdu Portugalii (34º TAP Rallye de Portugal), eliminacji Rajdowych Mistrzostw Świata w 2000 roku, który odbył się w dniach 16 marca – 19 marca. Była to czwarta runda czempionatu w tamtym roku i trzecia szutrowa, a także czwarta w Production World Rally Championship. Bazą rajdu było miasto Matosinhos. Zwycięzcami rajdu została brytyjska załoga Richard Burns i Robert Reid jadący Subaru Imprezą WRC. Wyprzedzili oni Finów Marcusa Grönholma i Timo Rautiainena w Peugeocie 206 WRC oraz Hiszpanów Carlosa Sainza i Luísa Moyę w Fordzie Focusie WRC. Z kolei w Production WRC zwyciężyli Portugalczycy Miguel Campos i Carlos Magalhães w Mitsubishi Carismie GT Evo VI.
Rajdu nie ukończyło pięć załóg fabrycznych. Fin Tommi Mäkinen w Mitsubishi Lancerze Evo VI wycofał się z rajdu na 9. odcinku specjalnym z powodu wypadku. Jego rodak, Fin Juha Kankkunen w Subaru Imprezie WRC, odpadł z rajdu na 4. oesie z powodu awarii zawieszenia. Brytyjczyk Colin McRae, jadący Fordem Focusem WRC, wycofał się 9. oesie na skutek awarii silnika. Odpadli także dwaj kierowcy Hyundaia Accenta WRC. Szwed Kenneth Eriksson miał awarię sprzęgła na 14. oesie, a Brytyjczyk Alister McRae – awarię skrzyni biegów na 4. oesie.

## Klasyfikacja ostateczna
| Miejsce                     | Zawodnik                  | Pilot                     | Samochód                     | Czas                      | Strata                    | Grupa                     | Punkty                    |
| WRC (pierwsza dziesiątka)   | WRC (pierwsza dziesiątka) | WRC (pierwsza dziesiątka) | WRC (pierwsza dziesiątka)    | WRC (pierwsza dziesiątka) | WRC (pierwsza dziesiątka) | WRC (pierwsza dziesiątka) | WRC (pierwsza dziesiątka) |
| --------------------------- | ------------------------- | ------------------------- | ---------------------------- | ------------------------- | ------------------------- | ------------------------- | ------------------------- |
| 1.                          | Richard Burns             | Robert Reid               | Subaru Impreza WRC           | 4:34:00.0                 |                           | A8 M                      | 10                        |
| 2.                          | Marcus Grönholm           | Timo Rautiainen           | Peugeot 206 WRC              | 4:34:06.5                 | +6.5                      | A8 M                      | 6                         |
| 3.                          | Carlos Sainz              | Luís Moya                 | Ford Focus WRC               | 4:36:09.2                 | +2:09.2                   | A8 M                      | 4                         |
| 4.                          | Harri Rovanperä           | Risto Pietiläinen         | Toyota Corolla WRC           | 4:37:18.2                 | +3:18.2                   | A8                        | 3                         |
| 5.                          | François Delecour         | Daniel Grataloup          | Peugeot 206 WRC              | 4:38:06.3                 | +4:06.3                   | A8 M                      | 2                         |
| 6.                          | Freddy Loix               | Sven Smeets               | Mitsubishi Carisma GT Evo VI | 4:41:28.9                 | +7:28.9                   | A8 M                      | 1                         |
| 7.                          | Markko Märtin             | Michael Park              | Toyota Corolla WRC           | 4:41:41.6                 | +7:41.6                   | A8                        |                           |
| 8.                          | Armin Schwarz             | Manfred Hiemer            | Škoda Octavia WRC            | 4:41:47.4                 | +7:47.4                   | A8 M                      |                           |
| 9.                          | Toni Gardemeister         | Paavo Lukander            | SEAT Córdoba WRC             | 4:42:24.2                 | +8:24.2                   | A8 M                      |                           |
| 10.                         | Didier Auriol             | Denis Giraudet            | SEAT Córdoba WRC             | 4:46:38.0                 | +12:38.0                  | A8 M                      |                           |
| PWRC (punktujący zawodnicy) |                           |                           |                              |                           |                           |                           |                           |
| 1. (15.)                    | Miguel Campos             | Carlos Magalhães          | Mitsubishi Carisma GT Evo VI | 4:58:02.5                 |                           | N4                        | 10                        |
| 2. (17.)                    | Manfred Stohl             | Peter Müller              | Mitsubishi Lancer Evo VI     | 5:01:47.9                 | +3:45.4                   | N4                        | 6                         |
| 3. (18.)                    | Ramón Ferreyros           | Gonzalo Sáenz             | Mitsubishi Lancer Evo VI     | 5:06:49.5                 | +8:47.0                   | N4                        | 4                         |
| 4. (20.)                    | Pedro Dias da Silva       | Mário Castro              | Mitsubishi Carisma GT Evo VI | 5:10:58.5                 | +12:56.0                  | N4                        | 3                         |
| 5. (21.)                    | Américo Antunes           | Paulo Moura               | Mitsubishi Lancer Evo IV     | 5:13:06.7                 | +15:04.2                  | N4                        | 2                         |
| 6. (23.)                    | Vítor Pascoal             | Duarte Costa              | Mitsubishi Lancer Evo VI     | 5:17:13.5                 | +19:11.0                  | N4                        | 1                         |

1. ↑  Litera M przy oznaczeniu grupy do której należy samochód oznacza, iż tylko ci kierowcy zdobywali punkty dla swoich zespołów liczonych w klasyfikacji producentów na koniec sezonu.

## Zwycięzcy odcinków specjalnych
| Dzień      | Odcinek | G. rozp. | Nazwa                    | Długość  | Zwycięzca         | Czas    | Lider rajdu     |
| ---------- | ------- | -------- | ------------------------ | -------- | ----------------- | ------- | --------------- |
| 1 (16 MAR) | SS1     | 17:30    | Baltar Super Special     | 3,20 km  | Marcus Grönholm   | 3:06.2  | Marcus Grönholm |
| 2 (17 MAR) | SS2     | 07:25    | Fafe – Lameirinha 1      | 15,16 km | Colin McRae       | 9:58.6  | Colin McRae     |
| 2 (17 MAR) | SS3     | 07:50    | Luilhas 1                | 11,39 km | Richard Burns     | 8:29.5  | Colin McRae     |
| 2 (17 MAR) | SS4     | 08:45    | Cabreira 1               | 26,68 km | Richard Burns     | 17:41.3 | Richard Burns   |
| 2 (17 MAR) | SS5     | 10:45    | Fafe – Lameirinha 2      | 15,16 km | Colin McRae       | 9:52.4  | Richard Burns   |
| 2 (17 MAR) | SS6     | 11:10    | Luilhas 2                | 11,39 km | Richard Burns     | 8:24.2  | Richard Burns   |
| 2 (17 MAR) | SS7     | 12:05    | Cabreira 2               | 26,68 km | Richard Burns     | 17:42.5 | Richard Burns   |
| 2 (17 MAR) | SS8     | 13:36    | Vizo – Celorico de Basto | 11,77 km | Harri Rovanperä   | 7:31.5  | Richard Burns   |
| 2 (17 MAR) | SS9     | 14:31    | Fridao                   | 14,20 km | Carlos Sainz      | 10:25.4 | Marcus Grönholm |
| 2 (17 MAR) | SS10    | 15:21    | Aboboreira               | 17,87 km | Carlos Sainz      | 12:18.7 | Marcus Grönholm |
| 2 (17 MAR) | SS11    | 18:00    | Lousada                  | 5,30 km  | François Delecour | 3:59.1  | Marcus Grönholm |
| 3 (18 MAR) | SS12    | 09:15    | Piodao 1                 | 24,78 km | Richard Burns     | 16:46.0 | Marcus Grönholm |
| 3 (18 MAR) | SS13    | 10:18    | Arganil 1                | 14,27 km | Richard Burns     | 9:39.6  | Marcus Grönholm |
| 3 (18 MAR) | SS14    | 10:46    | Salgueiro – Gois 1       | 19,62 km | Richard Burns     | 11:24.0 | Marcus Grönholm |
| 3 (18 MAR) | SS15    | 13:10    | Piodao 2                 | 24,78 km | Petter Solberg    | 17:09.6 | Marcus Grönholm |
| 3 (18 MAR) | SS16    | 14:13    | Arganil 2                | 14,27 km | Richard Burns     | 9:49.9  | Marcus Grönholm |
| 3 (18 MAR) | SS17    | 14:41    | Salgueiro – Gois 2       | 19,62 km | Richard Burns     | 11:24.0 | Richard Burns   |
| 3 (18 MAR) | SS18    | 16:28    | Tabua                    | 13,40 km | Carlos Sainz      | 8:35.9  | Richard Burns   |
| 3 (18 MAR) | SS19    | 17:23    | Aguieira                 | 23,13 km | Marcus Grönholm   | 16:59.6 | Marcus Grönholm |
| 3 (18 MAR) | SS20    | 18:00    | Mortazel – Mortagua      | 25,38 km | Marcus Grönholm   | 17:17.7 | Marcus Grönholm |
| 4 (19 MAR) | SS21    | 07:33    | Ponte de Lima Este       | 23,49 km | Richard Burns     | 15:58.9 | Marcus Grönholm |
| 4 (19 MAR) | SS22    | 08:28    | Ponte de Lima Oeste      | 25,66 km | Richard Burns     | 19:04.2 | Richard Burns   |
| 4 (19 MAR) | SS23    | 09:33    | Ponte de Lima Sul        | 11,15 km | Richard Burns     | 8:12.9  | Richard Burns   |

## Klasyfikacja po 4 rundach
Tabele przedstawiają tylko pięć pierwszych miejsc.

### Kierowcy
| Lp. | Kierowca        | Pkt |
| --- | --------------- | --- |
| 1   | Richard Burns   | 22  |
| 2   | Tommi Mäkinen   | 16  |
| 3   | Marcus Grönholm | 16  |
| 4   | Carlos Sainz    | 13  |
| 5   | Juha Kankkunen  | 11  |

### Producenci
| Lp. | Producent                    | Pkt |
| --- | ---------------------------- | --- |
| 1   | Subaru World Rally Team      | 35  |
| 2   | Peugeot Esso                 | 20  |
| 3   | Marlboro Mitsubishi Ralliart | 20  |
| 4   | Ford Motor Co                | 17  |
| 5   | SEAT Sport                   | 7   |